# روبرت أو. كوك
روبرت أو. كوك (بالإنجليزية: Robert O. Cook)‏ هو مهندس ومهندس الصوت أمريكي، ولد في 27 سبتمبر 1903 في مانيتووك في الولايات المتحدة، وتوفي في 9 نوفمبر 1995 في باسادينا في الولايات المتحدة.

## وصلات خارجية
- روبرت أو. كوك على موقع IMDb (الإنجليزية)
- روبرت أو. كوك على موقع ألو سيني (الفرنسية)
- روبرت أو. كوك على موقع أول موفي (الإنجليزية)
- روبرت أو. كوك على موقع قاعدة بيانات الأفلام السويدية (السويدية)
- روبرت أو. كوك على موقع قاعدة بيانات الفيلم (الإنجليزية)